# 羅景鎏
羅景鎏（英語：Lt Cdr William K.L. Lore RNC，1909年2月28日—2012年9月22日）於第二次世界大戰中擔任加拿大皇家海軍少校。他是首位加入加拿大皇家海軍的華裔加拿大人，也是整支英聯邦國家聯軍的首位華裔海軍軍官。羅景鎏曾於維多利亞、華盛頓、哈利法克斯、英格蘭、緬甸、澳洲及香港服役。他在香港負責指揮添馬艦。日本投降後，他負責解放深水埗營房的英國、加拿大及香港戰俘，及出席了香港重光典禮。

## 外部連結
- 香港退伍軍人紀念協會照片 （页面存档备份，存于）